# Ердово (Калужская область)
Ердово— деревня в Медынском районе Калужской области Российской Федерации. Входит в сельское поселение «Село Кременское».

## Физико-географическое положение
Ближайшие населённые пункты:  Кременское,  Тишинино. Стоит на реке Лужа.

## Этимология
| 2002 | 2010 |
| ---- | ---- |
| 8    | ↘0   |

## История
В 1613-м году «а Иваном Васильевым сыном Смердова в Лавышинском стану пустошь, что было сельцо Володинское на реке на Луже».
В 1782 году сельцо Володинское Бориса Петровича Кошелева на левом берегу реки Лужа.
По данным на 1859 год сельцо Ердово (Володинское) состояло из 19 дворов, в которых проживало 152 человека.
После реформы 1861 года вошло в состав Кременской волости Медынского уезда.